# Tarcísio Burity
Tarcísio de Miranda Burity (João Pessoa, 28 de novembro de 1938 – São Paulo, 8 de julho de 2003) foi um jurista, político, escritor e professor brasileiro. Foi deputado federal e, por duas vezes, governador da Paraíba. Também foi promotor de Justiça e professor da Universidade Federal da Paraíba.
Era filho de Luís Gonzaga de Albuquerque Burity e Maria José de Miranda Henriques. Casou-se com a professora Glauce Maria Navarro Burity, com quem teve quatro filhos: Tarcísio Navarro Buriti, Maurício Navarro Burity, Leonardo Navarro Burity e André Luis Navarro Burity.

## Formação e carreira antes da política
Até a graduação em direito, na Universidade Federal da Paraíba, sua formação educacional deu-se em João Pessoa. Fez mestrado em Sociologia da Educação na Universidade de Poitiers, na França, e doutorou-se em Ciências Políticas no Instituto Universitário de Altos Estudos Internacionais de Genebra. Antes de entrar na política, foi Promotor de Justiça no município de Araruna, e depois, professor da UFPB, onde lecionou as seguintes disciplinas: Introdução à Ciência do Direito, Filosofia do Direito, Direito Internacional Público, Filosofia Antiga, Sociologia da Educação e História da Educação. Na universidade, também exerceu funções administrativas, como a de Chefe de Gabinete da Reitoria e Diretor da Faculdade de Direito.

## Vida pública
Em 1975, foi nomeado secretário da Educação e Cultura do Estado pelo Governador Ivan Bichara, por intermediação de José Américo de Almeida. Através de eleição indireta, como ocorria à época, chegou a governador da Paraíba, em 1979, pela ARENA. Em 1982, renuncia ao cargo, para disputar uma vaga na Câmara dos Deputados, recebendo a segunda maior votação da história da Paraíba: aproximadamente 173 mil votos, sendo superado apenas por Pedro Cunha Lima nas eleições de 2014.
Em novembro de 1986, foi eleito, mais uma vez, governador pelo PMDB (desta vez pelo voto popular) e permaneceu à frente do executivo paraibano entre 15 de março de 1987 e 15 de março de 1991. Seus mandatos foram marcados por grandes obras e incentivo à cultura. Construiu o Espaço Cultural José Lins do Rego, com uma superestrutura de teatro, cinema, biblioteca, planetário, museu, galeria de arte, escola de música etc. A Orquestra Sinfônica da Paraíba foi bastante valorizada.
Foi o responsável ainda pela construção do novo Mercado de Artesanato da Paraíba, do Centro Turístico, da via litorânea de Intermares, do Hemocentro da Paraíba, do novo Terminal Rodoviário de João Pessoa, do Hospital de Trauma de João Pessoa, do abastecimento d'água das cidades de João Pessoa, Bayeux, Santa Rita e Cabedelo, garantindo água para os próximos 30 anos. Sob seu comando, construiu o maior programa habitacional da história, com 50 mil casas construídas. Na capital, alguns dos bairros mais populosos, como o que levou seu nome - tornou-se, porém, mais conhecido como Mangabeira, Valentina e Geisel, e o bairro das Malvinas, em Campina Grande.
Construiu mais de 1500 km de estradas e rodovias dentro do estado, além dos terminais Rodoviários das cidades de João Pessoa, Campina Grande, Guarabira, Patos e Cajazeiras.
Na cidade de Cabedelo, ampliou o porto para a chegada dos grandes navios, aumentando sua capacidade produtiva.

## O intelectual
Burity ocupou a Cadeira 26 da Academia Paraibana de Letras, onde ingressou a 14 de agosto de 1992. Era respeitado como intelectual, tendo escrito livros sobre Literatura, Sociologia, Direito e outros assuntos. Recebeu diversas comendas e medalhas nas quais se destacam:
- Comenda da Ordem do Congresso Nacional – Grau de Grande Oficial – Brasília (1987).
- Medalha do Governo Berlinense, por ocasião da exposição da arte atual de Berlim, no Espaço Cultural José Lins do Rego – João Pessoa (1988).
- Placa de homenagem da Universidade Estadual de Maringá, por ocasião do II Encontro Nacional de Filosofia do Direito, onde proferiu conferência sobre “Aspectos da Teoria Geral do Direito” . Maringá/Paraná (1981).
- Placa de reconhecimento da CCSH da Universidade Federal de Santa Maria – Rio Grande do Sul (1981).
- Medalha de Professor visitante da Universidade Federal de Santa Catarina, onde proferiu conferência sobre o tema “Kelsen e o pensamento conjectural” – Florianópolis – Santa Catarina (1987).
- Placa de homenagem do Ministério da Educação e Cultura – FUNARTE – Brasília (1978).
- Comenda D. Pedro I, do Instituto Histórico e Geográfico de São Paulo – São Paulo (1987).
- Placa de homenagem do Poder Judiciário da Paraíba (1980).
- Medalha Nilo Peçanha (Centenário de Nascimento) – Ministério da Educação e Cultura – Brasília (1979).

## Caso Gulliver
Em 5 de novembro de 1993, Burity encontrava-se no restaurante Gulliver em João Pessoa, quando foi abordado por Ronaldo Cunha Lima, seu sucessor no governo, que disparou três tiros contra ele, porque não aceitava as duras acusações de corrupção que Burity fizera a Cássio Cunha Lima, na época superintendente da extinta SUDENE. Tarcísio Burity ficou vários dias em coma, mas sobreviveu ao ataque, vindo a falecer dez anos após o ocorrido.

## Tentativas de retorno à política
Depois disso, ainda se candidatou ao Senado, nas eleições de 1998 e 2002. Na primeira, pelo PPB, conseguiu 394.294 votos (36,05%), ficando na segunda colocação e perdendo a vaga para o peemedebista Ney Suassuna (41,64%). Na seguinte, de volta ao PMDB, obteve 510.734 votos, o equivalente a 17,65% dos votos válidos, o que não foi, porém, suficiente para que conseguisse uma das duas vagas em disputa. Foi o quarto mais votado, depois de seu correligionário, José Maranhão (28,72%), e dos candidatos do PFL, Efraim Morais (20,53%) e Wilson Braga (20,43%). Nesta mesma eleição, seu filho Leonardo candidatou-se a deputado estadual também pelo PMDB, angariando 7.645 votos, insuficientes para se eleger.

## Morte
Depois de internado por 3 dias, no INCOR, faleceu na capital paulista, às 9h45 do dia 8 de julho de 2003, aos 64 anos, vítima de problemas cardíacos e falência múltipla dos órgãos. A historiadora Glauce Burity, viúva do ex-governador, afirmou em entrevista que "Tarcísio começou a morrer a partir dos tiros que levou no Gulliver". Ela descreveu o agravamento da saúde de Burity depois que ele foi vítima da tentativa de assassinato praticada pelo então governador Ronaldo Cunha Lima.

## Obras
- A nova conceituação do direito
- Reflexões sobre o direito internacional costumeiro
- Aspectos da epistemologia jurídica
- Direito e fato na ordem jurídica internacional
- A concepção kelseniana do direito internacional costumeiro
- Estudos jurídicos, sociológicos e literários